# Komtessen
Komtessen er en dansk film fra 1961.
- Manuskript Erik Pouplier og Anker Sørensen.
- Instruktion Anker Sørensen og Erik Overbye.

Blandt de medvirkende kan nævnes:
- Malene Schwartz
- Birgitte Federspiel
- Emil Hass Christensen
- Ebbe Langberg
- Mimi Heinrich
- Knud Hallest
- Signi Grenness
- Henning Palner
- Poul Reichhardt
- Else Marie Hansen
- Maria Garland
- Kjeld Jacobsen
- Lily Broberg
- Lili Heglund
- Inge Ketti
- Else Hvidhøj
- Bendt Rothe
- Hugo Herrestrup
- Henry Lohmann
- Henry Nielsen
- Ego Brønnum-Jacobsen